# CART v roce 2000
Sezóna 2000 v CART PPG IndyCar World Series byla 22. sezónou CART World Series. Začala 26. března 2000 v Miami a skončila 30. října po 20 závodech.

## Pravidla
Bodový systém:
1. – 20 bodů
2. – 16 bodů
3. – 14 bodů
4. – 12 bodů
5. – 10 bodů
6. – 8 bodů
7. – 6 bodů
8. – 5 bodů
9. – 4 body
10. – 3 body
11. – 2 body
12. – 1 bod

Další 2 body za pole positions.

## Velké ceny
| Datum        | Závod            | Vítěz                | Vůz         | Výsledky |
| ------------ | ---------------- | -------------------- | ----------- | -------- |
| 26. březen   | Miami            | Max Papis            | Reynard 2K1 | Výsledky |
| 16. duben    | Long Beach       | Paul Tracy           | Reynard 2K1 | Výsledky |
| 30. duben    | Rio              | Adrián Fernández     | Reynard 2K1 | Výsledky |
| 14. květen   | 500 Firehawk     | Michael Andretti     | Lola 2K/00  | Výsledky |
| 27. květen   | Spark Plung      | Gil de Ferran        | Reynard 2K1 | Výsledky |
| 5. červen    | 225 Miller Light | Juan Pablo Montoya   | Lola 2K/00  | Výsledky |
| 18. červen   | Detroit          | Helio Castroneves    | Reynard 2K1 | Výsledky |
| 25. červen   | 200 Freight      | Gil de Ferran        | Reynard 2K1 | Výsledky |
| 2. červenec  | Cleveland        | Roberto Moreno       | Reynard 2K1 | Výsledky |
| 16. červenec | Indy Toronto     | Michael Andretti     | Lola 2K/00  | Výsledky |
| 23. červenec | 500 Michigan     | Juan Pablo Montoya   | Lola 2K/00  | Výsledky |
| 30. červenec | Target           | Cristiano da Matta   | Reynard 2K1 | Výsledky |
| 13. srpen    | 200 Miller Lite  | Helio Castroneves    | Reynard 2K1 | Výsledky |
| 20. srpen    | 220 Motorola     | Paul Tracy           | Reynard 2K1 | Výsledky |
| 3. září      | Indy Vancouver   | Paul Tracy           | Reynard 2K1 | Výsledky |
| 10. září     | Monterey         | Helio Castroneves    | Reynard 2K1 | Výsledky |
| 17. září     | 300 Motorola     | Juan Pablo Montoya   | Lola 2K/00  | Výsledky |
| 1. říjen     | Houston          | Jimmy Vasser         | Lola 2K/00  | Výsledky |
| 15. říjen    | 300 Indy Honda   | Adrián Fernández     | Reynard 2K1 | Výsledky |
| 30. říjen    | 500 Toyota       | Christian Fittipaldi | Lola 2K/00  | Výsledky |

## Konečné hodnocení Světové série

### Jezdci
1. Gil de Ferran 168
2. Adrian Fernandez 158
3. Roberto Moreno 147
4. Kenny Brack 135
5. Paul Tracy 134
6. Jimmy Vasser 131
7. Helio Castroneves 129
8. Michael Andretti 127
9. Juan Montoya 126
10. Cristiano da Matta 112
11. Patrick Carpentier 101
12. Christian Fittipaldi 96
13. Dario Franchitti 92
14. Max Papis 88
15. Oriol Servia 60
16. Alex Tagliani 53
17. Mauricio Gugelmin 39
18. Bryan Herta 26
19. Tony Kanaan 24
20. Memo Gidley 20
21. Mark Blundell 18
22. Michel Jourdain Jr. 18
23. Casey Mears 12
24. Shinji Nakano 12
25. Tarso Marques 11
26. Alex Barron 6
27. Luiz Garcia Jr. 6
28. Norberto Fontana 2
29. Takuya Kurosawa 1
30. Gualter Salles 0
31. Jason Bright 0

### Rookie of the Year
1. Kenny Brack 135
2. Oriol Servia 60
3. Alex Tagliani 53
4. Casey Mears 12
5. Shinji Nakano 12
6. Norberto Fontana 2
7. Takuya Kurosawa 1
8. Jason Bright 0

### Pohár národů
1. Brazílie 332
2. USA 256
3. Kanada 226
4. Mexiko 165
5. Švédsko 135
6. Kolombie 126
7. Skotsko 92
8. Itálie 88
9. Španělsko 60
10. Anglie 18
11. Japonsko 13
12. Argentina 2
13. Austrálie 0

### Nejlepší motor
1. Ford 335
2. Honda 313
3. Toyota 275
4. Mercedes 74

### Pohár konstruktérů
1. Reynard 394
2. Lola 312
3. Swift 11

### Pole Positions
1. Juan Montoya 7
2. Gil de Ferran 5
3. Helio Castroneves 3
4. Dario Franchitti 2
5. Roberto Moreno 1
6. Alex Tagliani 1
7. Paul Tracy 1